# 八王子まつり
八王子まつり（はちおうじまつり）は、東京都八王子市にて毎年8月に開催されている「山車祭り」であり、市中最大級の祭である。八王子まつり実行委員会が主催しており、2003年（平成15年）には地域伝統芸能大賞を受賞。関東の山車祭りとして知られている。
2020年(第59回)、2021年(第60回)、2022年(第61回)はいずれも新型コロナウイルス感染症により中止となっている。
江戸時代から続く市街地の氏子を中心とする山車祭りは、現在では八王子まつりのメインに据えられ催されており、多賀神社の祭礼を「上の祭り」、八幡八雲神社の祭礼を「下の祭り」として親しまれている。

## 概要・沿革
八王子の地域文化の創造と継承・観光産業の振興・市民相互の連帯と融和・八王子のイメージの高揚の4点を目的に、毎年8月の第一金曜日を初日とする、金・土・日曜日の3日間に開催されている。
1961年（昭和36年）に行われた「3万人の夕涼み」に端を発し、以来「市民祭」として開催されてきた。山車巡行は後述のように本来は別の祭であったが、市制施行50周年を記念した1966年（昭和41年）の市民祭のパレードに初めて12台の山車が参加した。1968年（昭和43年）には、市外からの来場者が増えたこともあり現在に続く「八王子まつり」と名称を変え、更に古くから別々に行われてきた「上の祭り」と「下の祭り」を統合し山車巡行として組み込んでいる。
2003年（平成15年）、地域伝統芸能大賞を受賞。この年より祭の内容が変更され、伝統ある「山車を中心とした祭」となっている。
2010年（平成22年）、前身の市民祭から数えて50回目を迎えた。2011年（平成23年）は東日本大震災の影響で中止となった
2016年（平成28年）8月6日、八王子まつりの恒例イベントである「民踊流し」（2130名）が、Largest　bon　dance（最多人数で踊る盆踊り）としてギネス世界記録として認定された。
2020年（令和2年）、新型コロナウイルス感染拡大を受け「八王子まつり」8月14日-16日開催は、感染終息の見通しが付かないこと、来場者や開催関係者の生命や安全の確保が不可能のため中止とされた。
2021年（令和3年）、新型コロナの感染拡大により、8月13-15日予定の八王子まつりと9月25日の八王子花火大会の中止を発表した。
2022年（令和4年）4月19日、60周年記念事業として8月5日-7日の3日間開催が決定したが、多賀神社と八幡八雲神社のパフォーマンス中止、酒類販売も行わず平年規模で行う。しかし、コロナの第七波急拡大で8月開催を全て取りやめた。
2023年（令和5年）4月20日、17日開催の総会に於いて8月4日(金)〜6日(日)の3日間開催が決定された
後述の「#山車祭りの歴史」も参照

## まつりの内容
期間中には夜店も出る。祭の日程等の詳細については公式サイトを参照。
- 金曜日
  - 子ども音頭の集い - 約1000人の子供による盆踊り大会。
  - 氷の彫刻展（全国氷彫創美会夏季全国大会）
- 土曜日
  - 関東太鼓大合戦
  - 民謡流し - 八王子市全域の人々が集まり盆踊りを行う。「太陽踊り」などが踊られる。
  - 神輿渡御
  - 山車居囃子競演
- 日曜日
  - 多賀神社宮神輿「千貫みこし」渡御（上地区）
  - 神輿連合渡御（上地区）
  - 八幡八雲神社宮神輿渡御（下地区）
  - 獅子舞（下地区）
  - 山車巡行
  - 山車辻合わせ
  - 山車年番送り（下地区）

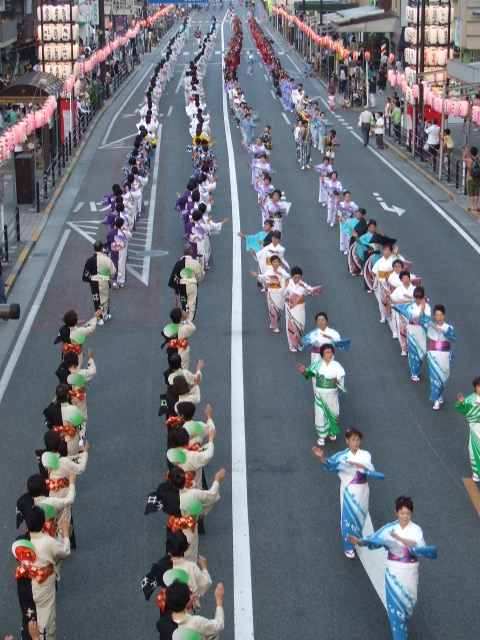
民謡流し
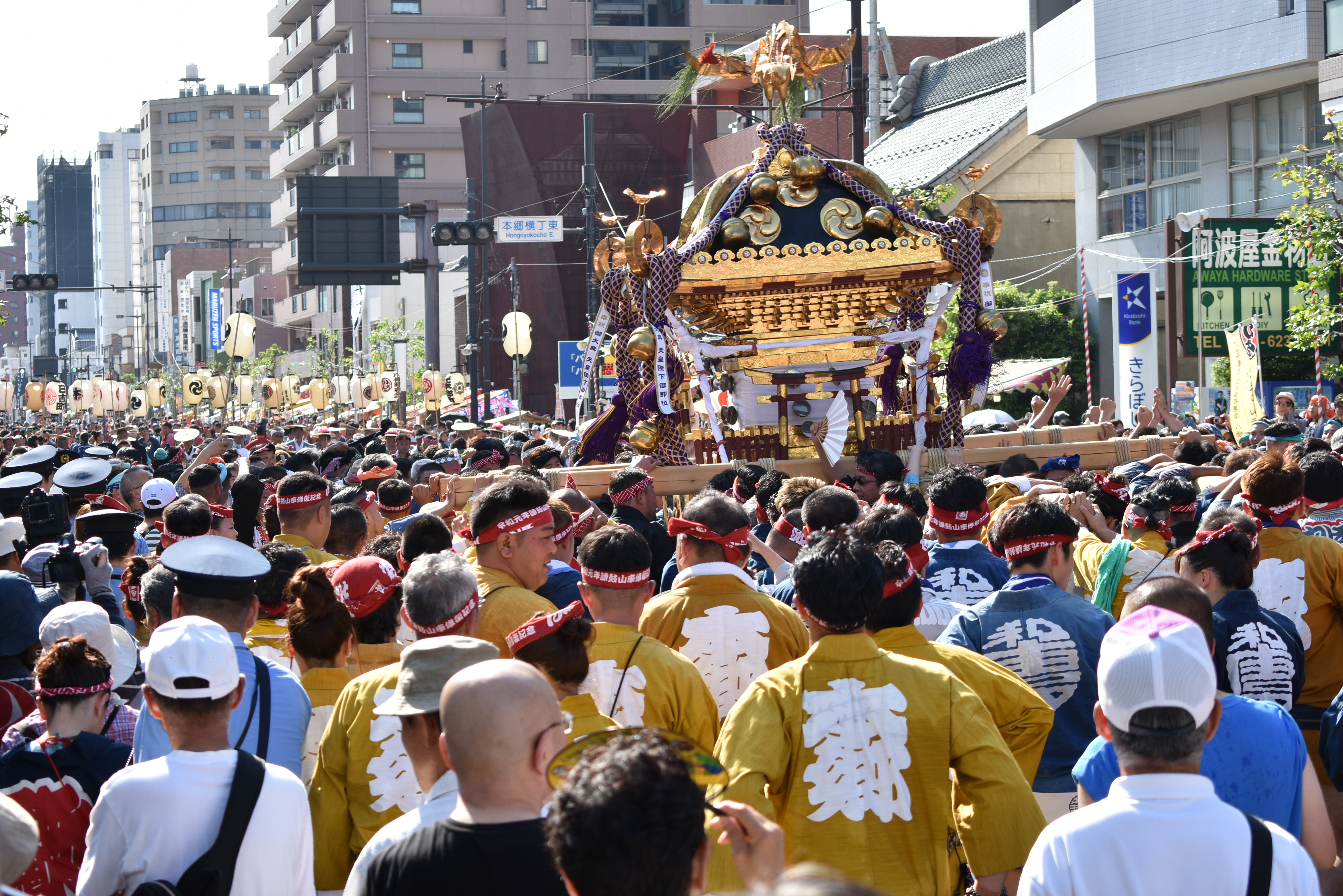
多賀神社宮神輿渡御（千貫神輿）市指定有形文化財（2019年8月4日撮影）
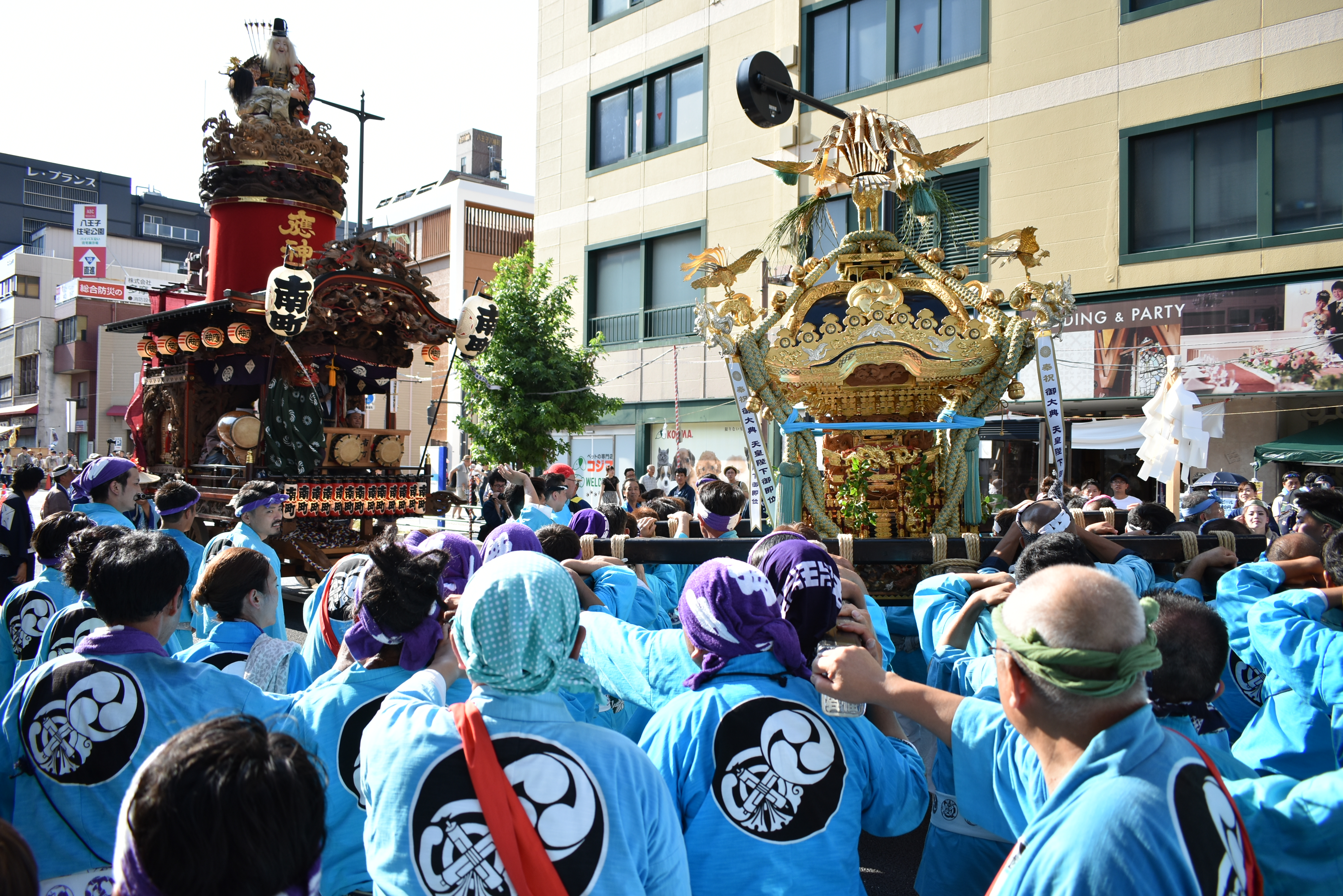
八幡八雲神社宮神輿渡御（2019年8月4日撮影）

## 山車祭りの歴史
山車祭りは江戸時代よりおよそ300年の歴史がある。囃子と共にされる「いーちにーのやぁーい」という掛け声は古くからの伝統となっている。市街地の氏子を中心とし、多賀神社の祭礼を上の祭り、八幡八雲神社の祭礼を下の祭りとして7月と8月に別々に行われてきた。江戸中期から明治中期には人形山車祭り、明治後期以降は彫刻に力を入れた彫刻山車祭りというように時代と共に山車の趣旨が移り変わりつつも、山車祭りとして関東で広く名声があった。
火事（大火）により山車の焼失は度々あったものの、太平洋戦争末期の1945年（昭和20年）の八王子空襲では8台もの山車が焼失している。その後、1966年（昭和41年）の市民祭に初めて山車が参加し、1968年（昭和43年）には上の祭りと下の祭りの山車巡行が統合されて、以来、「八王子まつり」の一部として催されている。なお、空襲で焼失した山車は後に少しずつ再建されていき、現在では計19台の山車がある。
近年ではかつての上の祭り、下の祭りとしての形態の復活が呼びかけられ、山車の巡行および辻合わせを上地区、下地区というように同日程ながら別々に行っている。

## 山車の特徴
上地区、下地区合わせて現在計19台の山車がある。山車には龍や花などの彫刻が施され、夜になると灯火によって一層浮かび上がる。かつては全ての山車がアセチレン（カーバイド）により灯火されていたが、徐々に減少して現在では日吉町と追分町の2台のみとなり、他の山車は電球に置き換わっている。
上地区の山車

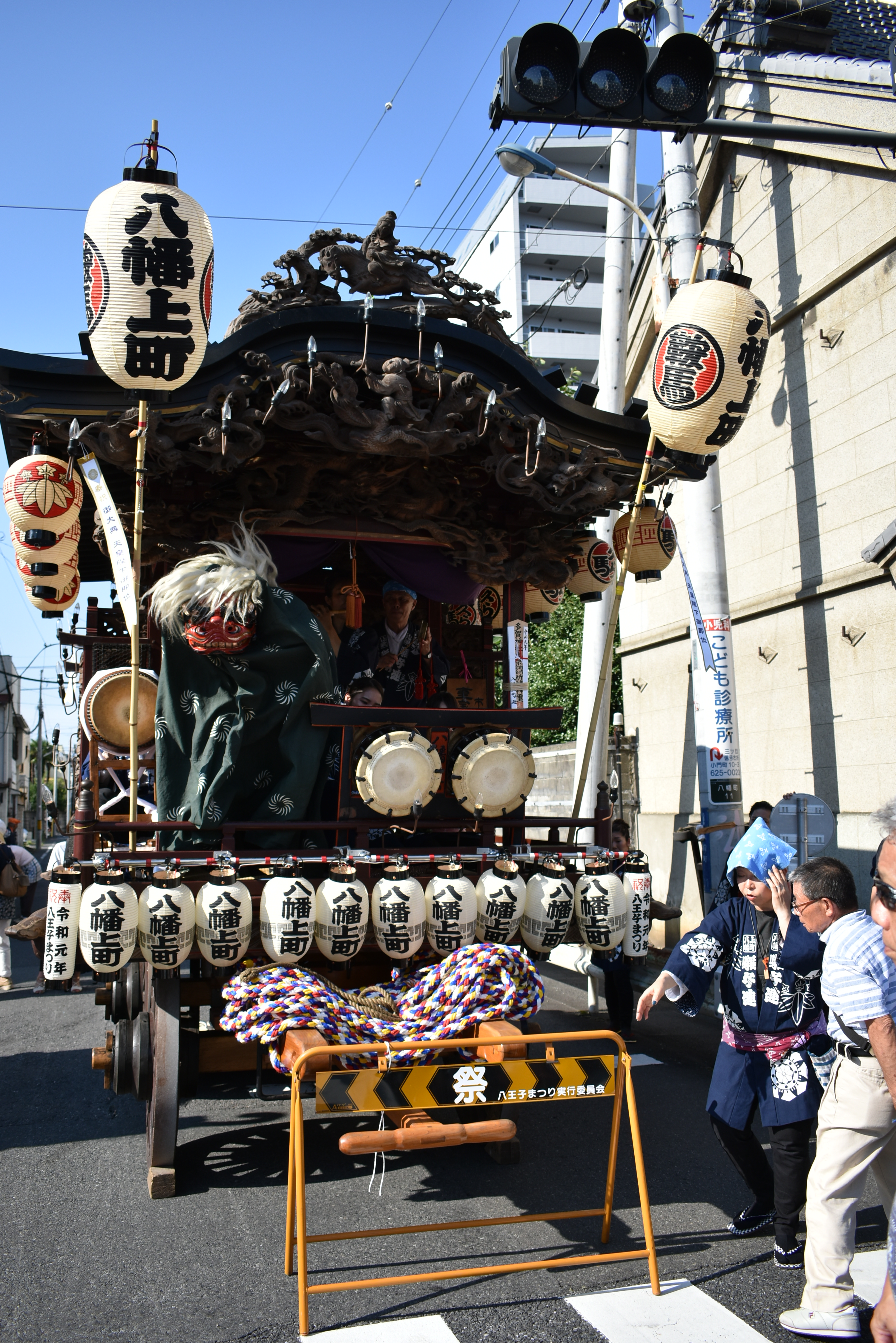
「八幡上町」市指定有形化財（山車）の山車（2019年8月4日撮影）
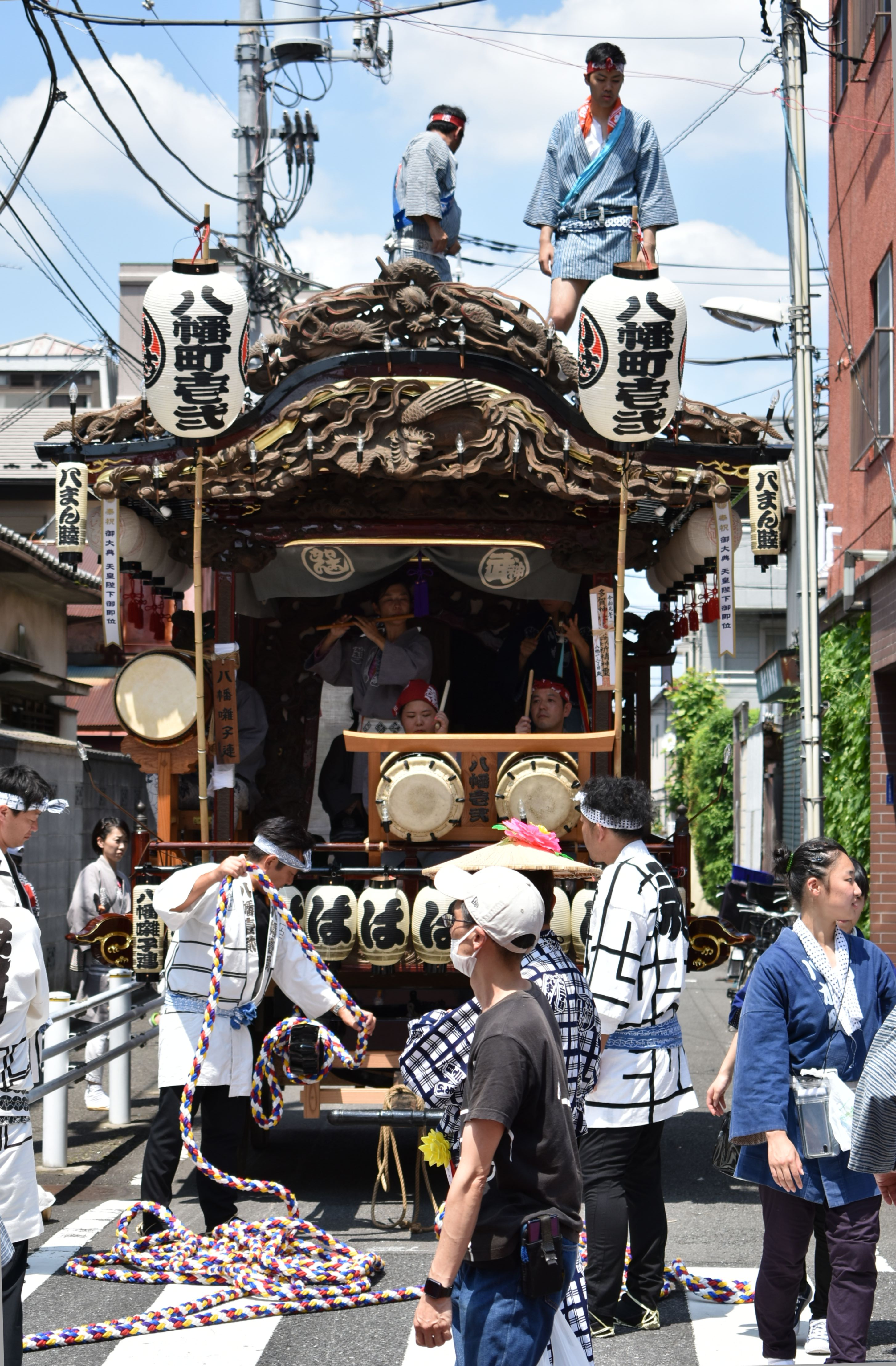
「八幡町一・二丁目」市指定有形文化財（山車・人形）の山車（2019年8月4日撮影）
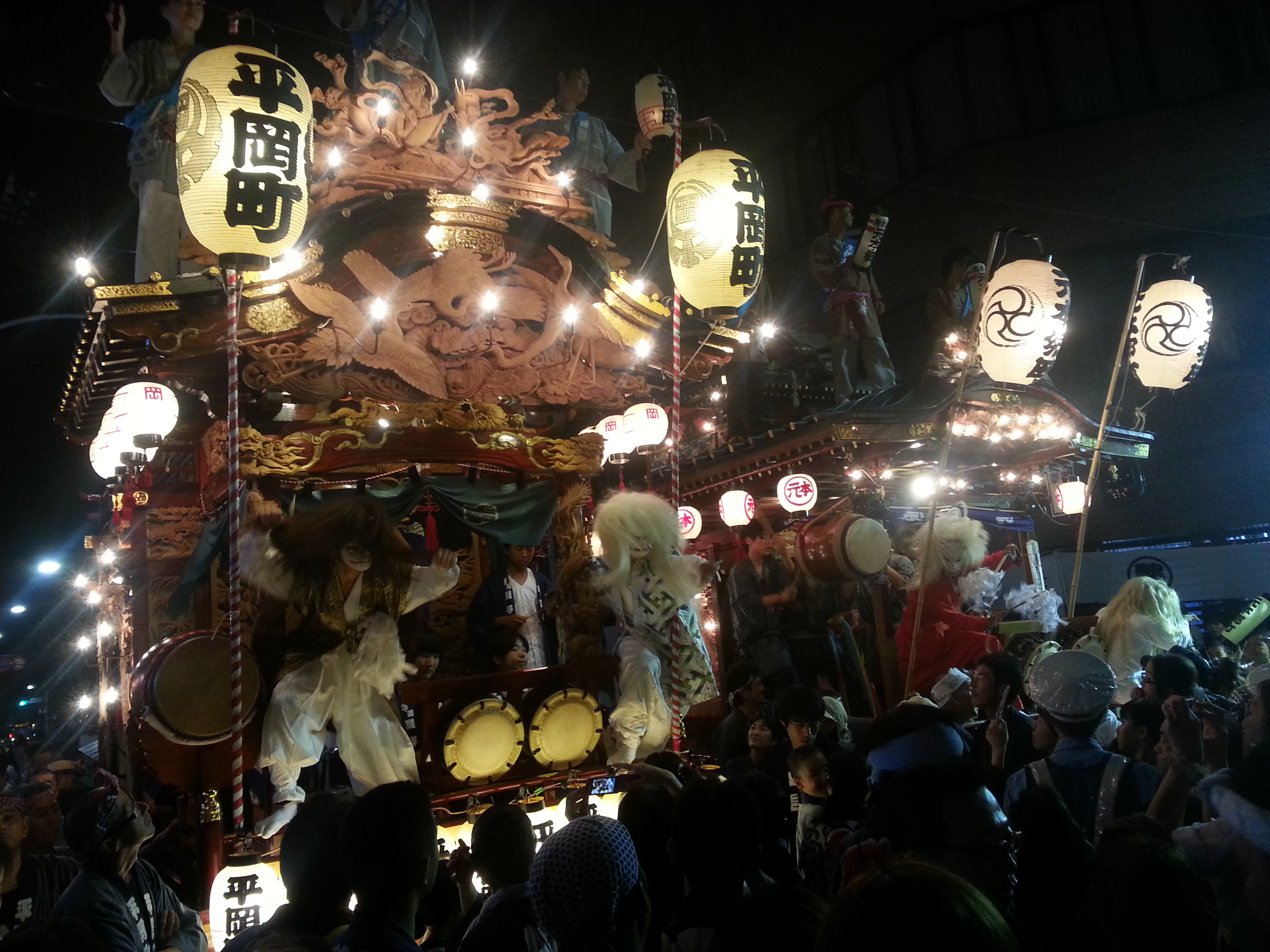
平岡町と元本郷町の山車
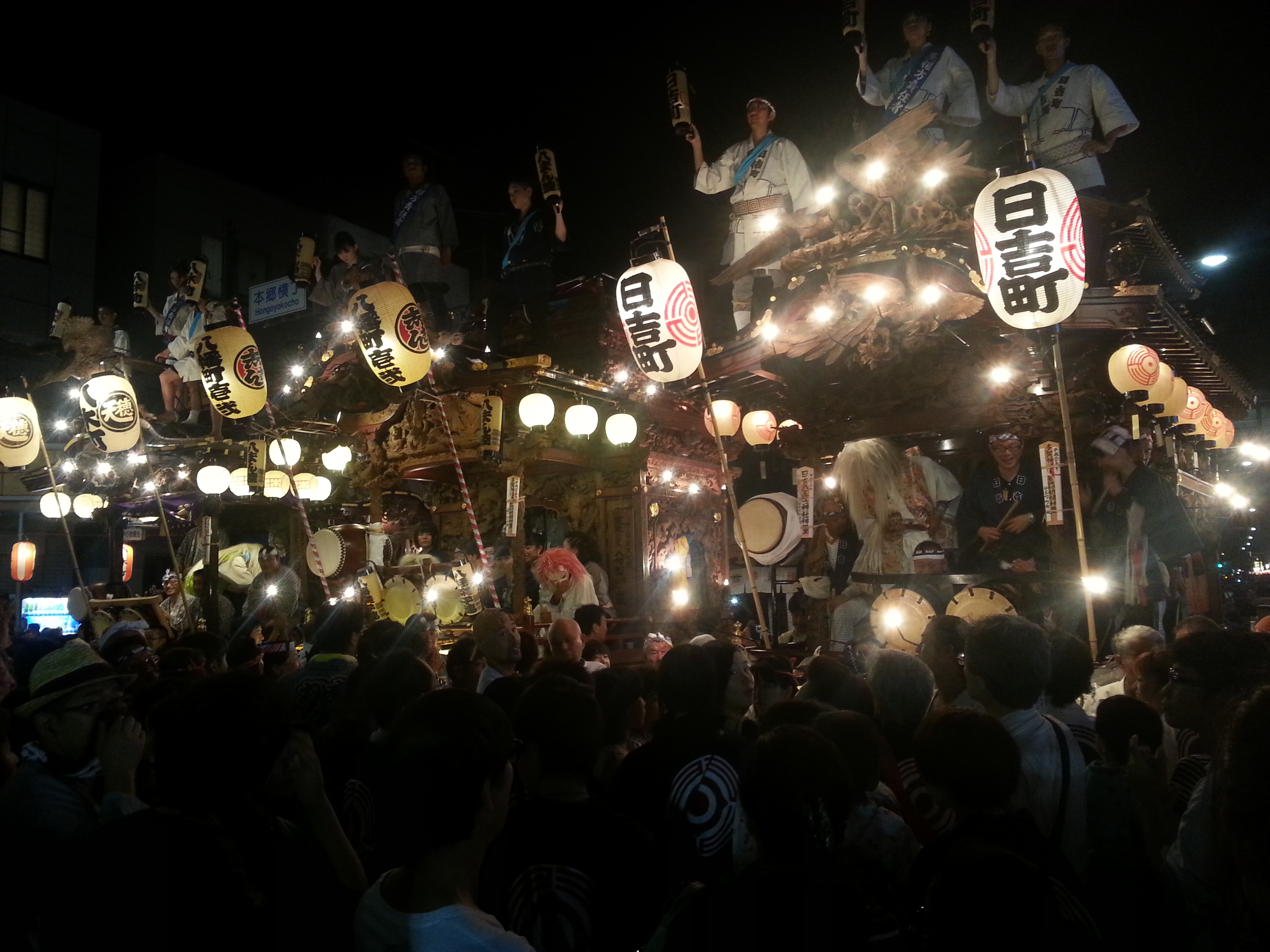
辻合わせで集う山車

下地区の山車

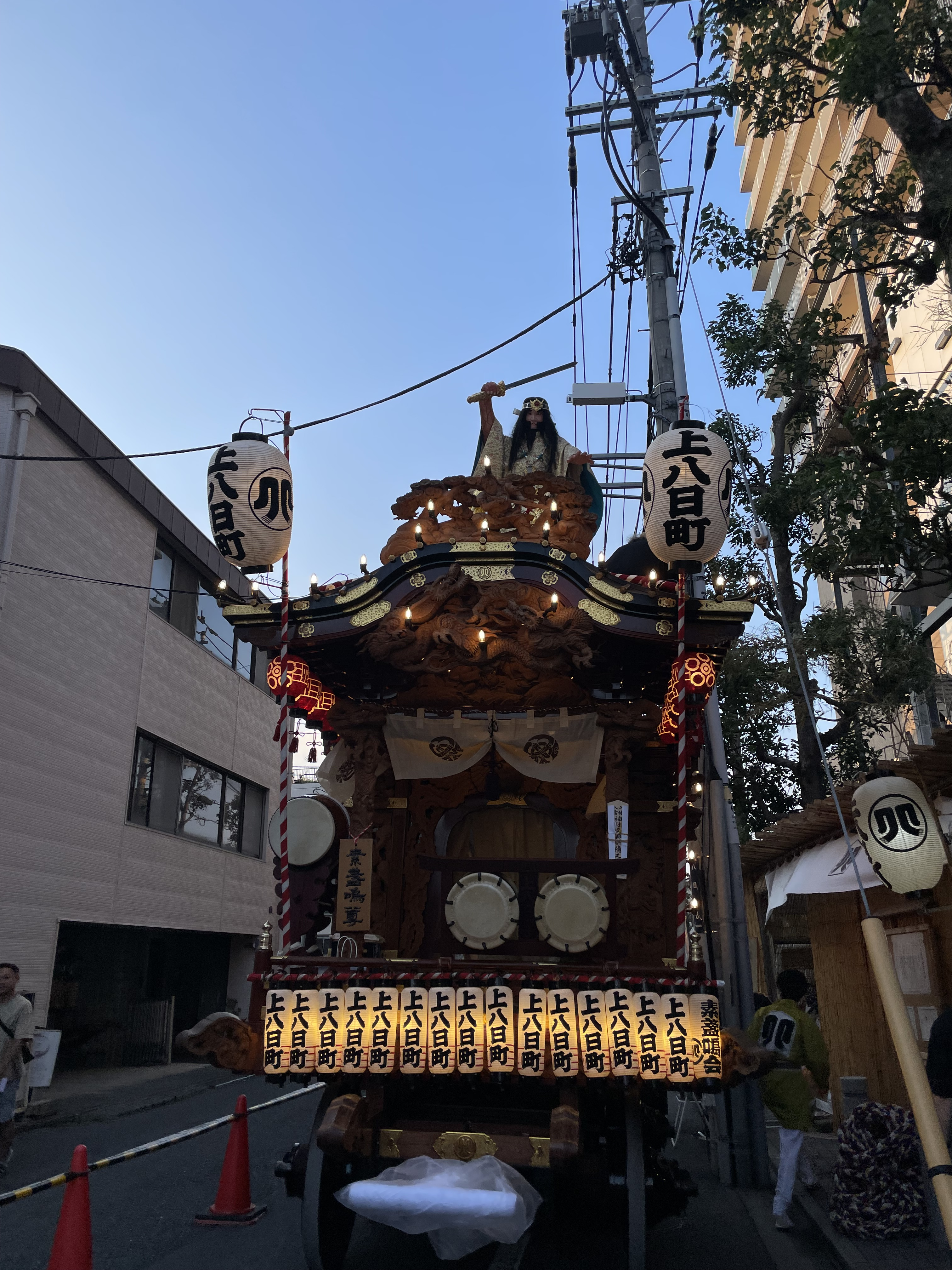
「上八日町」市指定有形文化財（人形）の山車（2024年8月2日撮影）
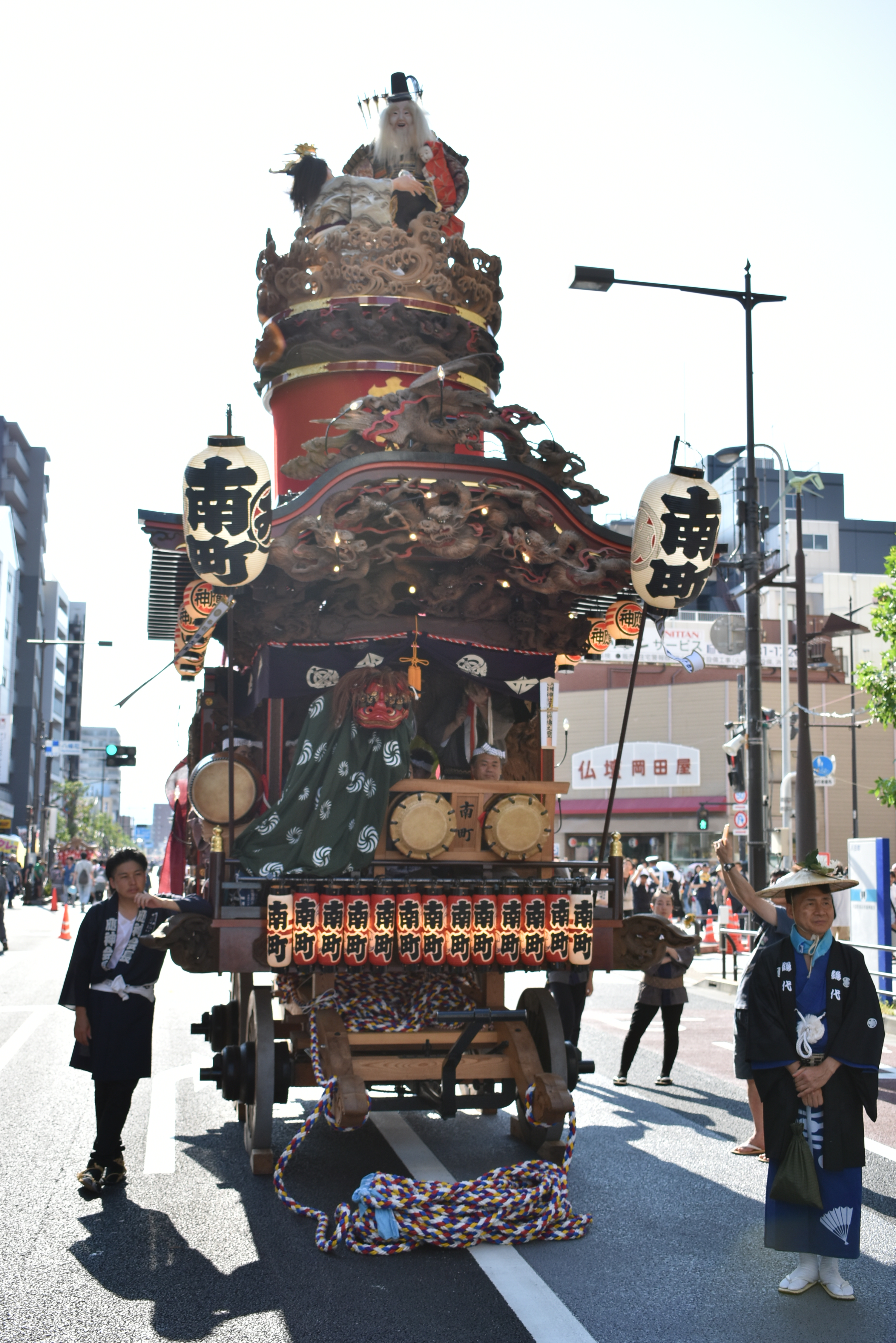
「南町」市指定有形文化財（山車・岩座）の山車（2019年8月4日撮影）
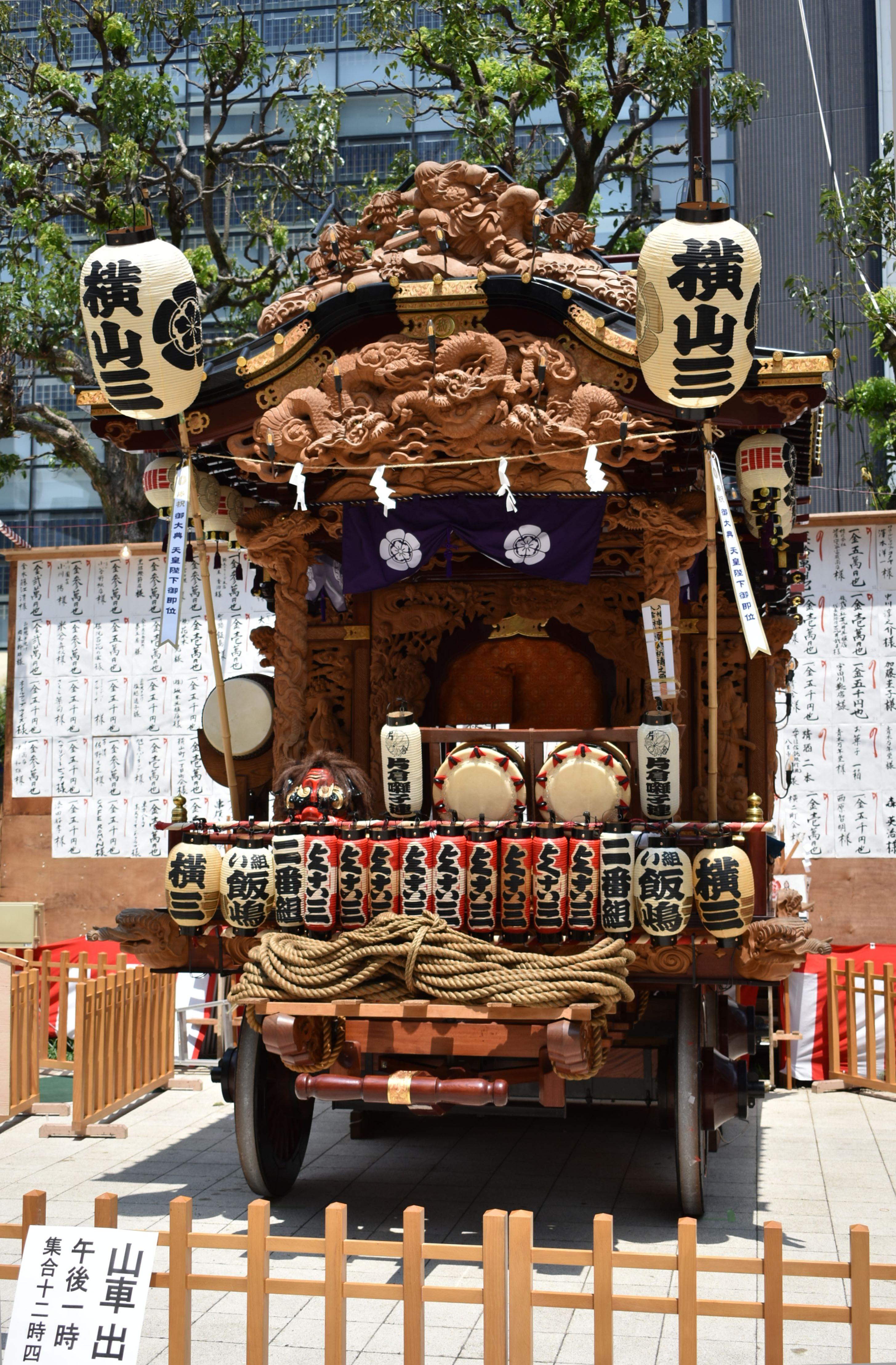
「横山町三丁目」市指定有形文化財（人形）の山車（2019年8月4日撮影）
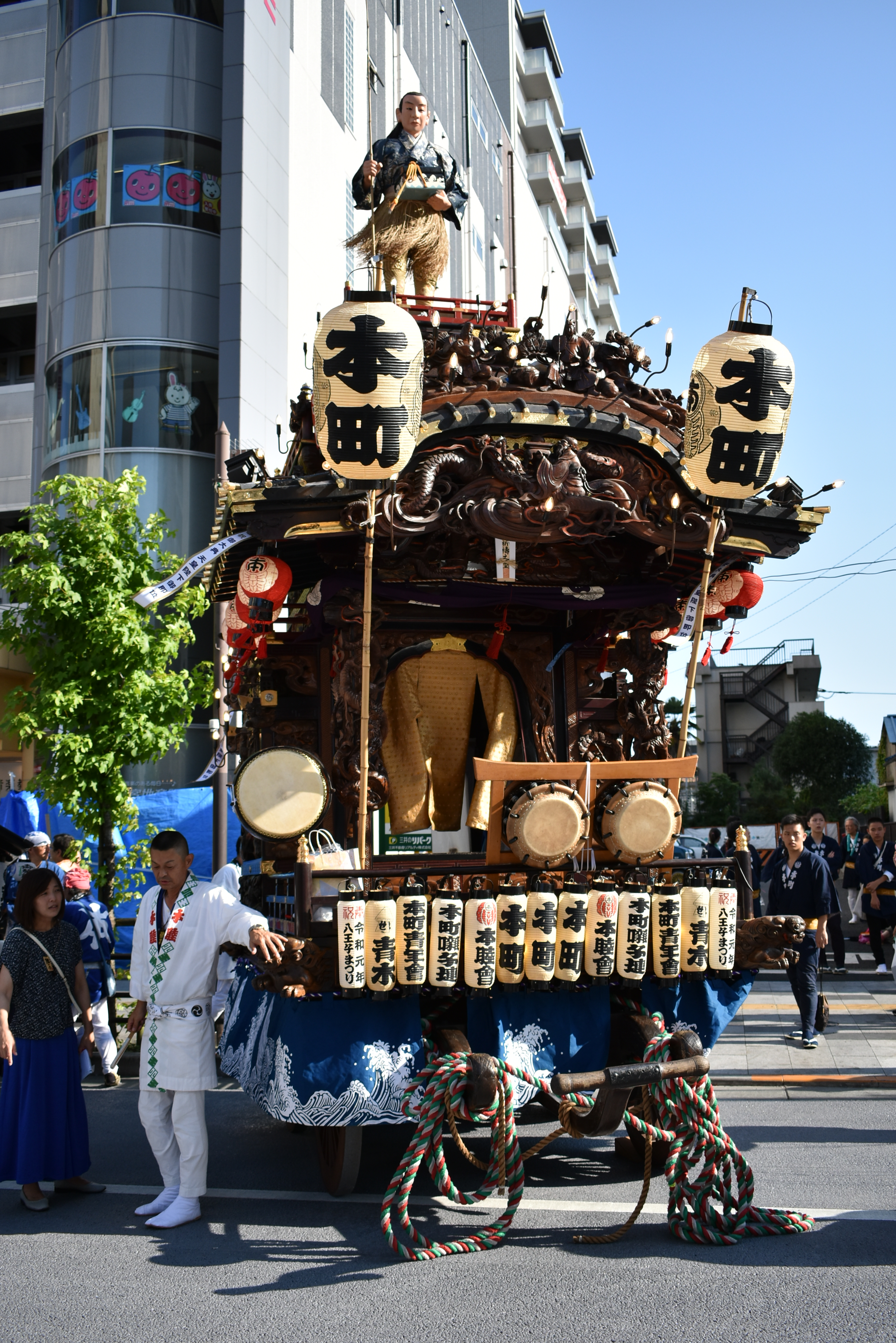
「本町」市指定有形文化財（山車）の山車（2019年8月4日撮影）
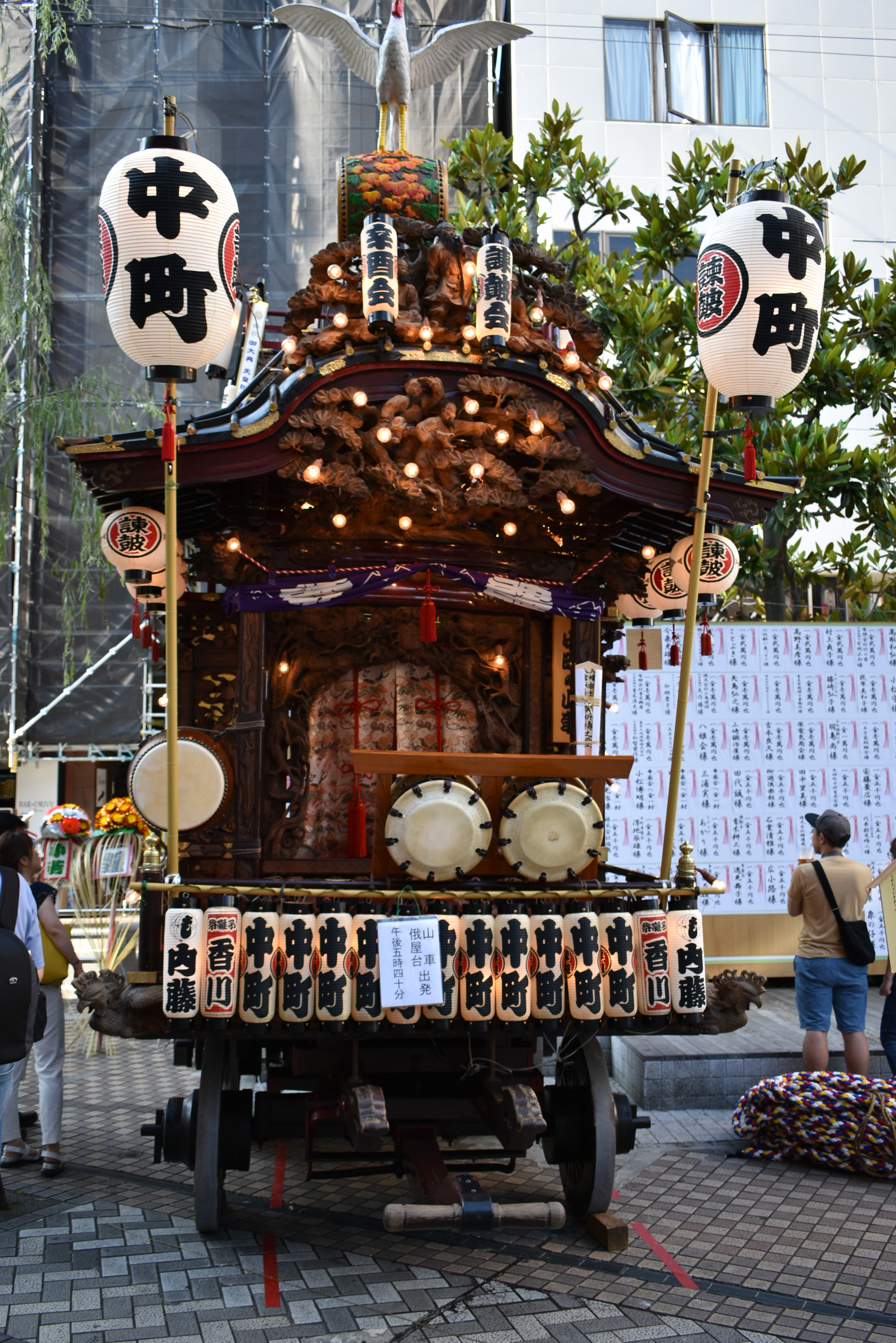
「中町」市指定有形文化財（山車・人形）の山車（2019年8月4日撮影）
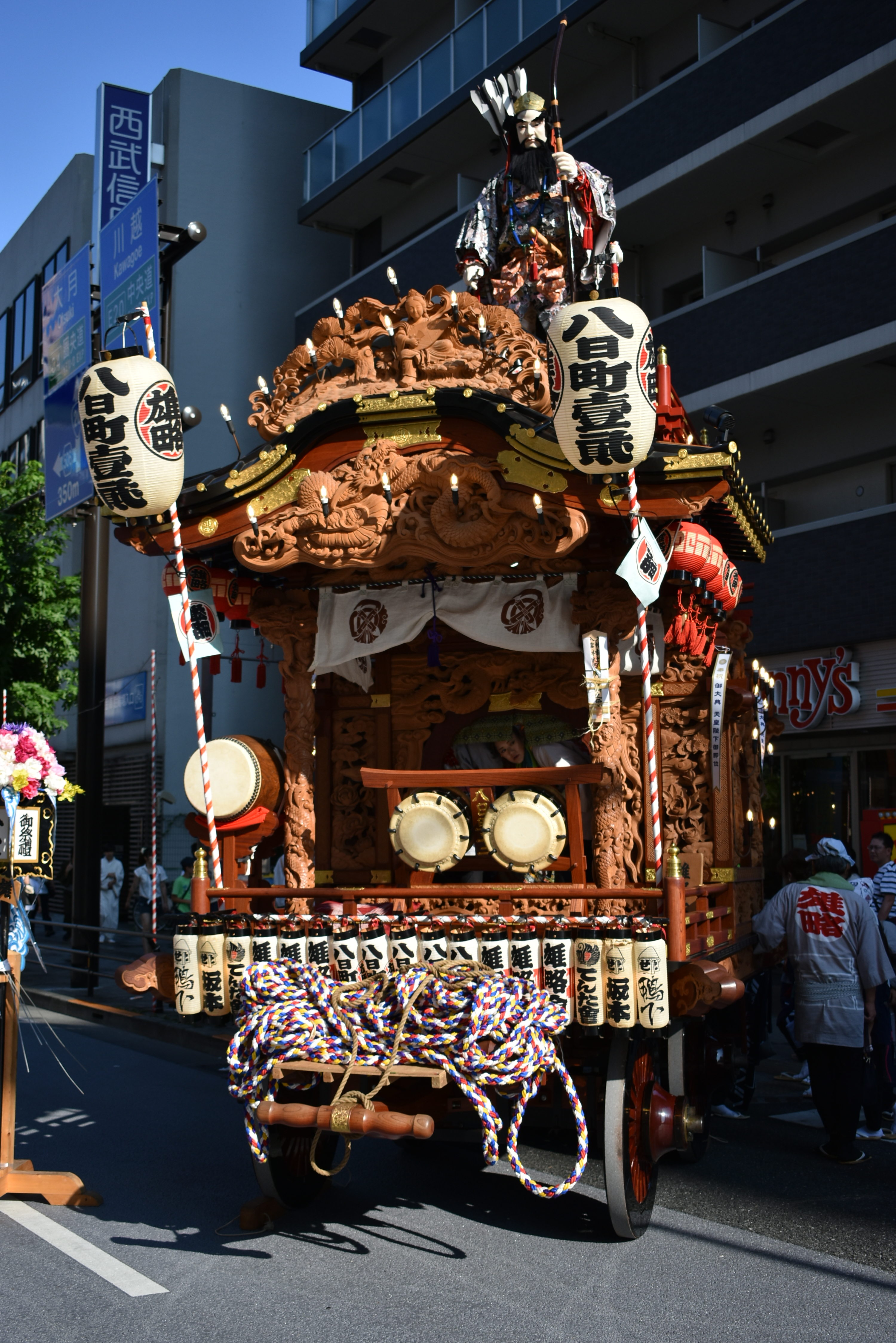
「八日町壱・弐丁目」の山車（2019年8月4日撮影）

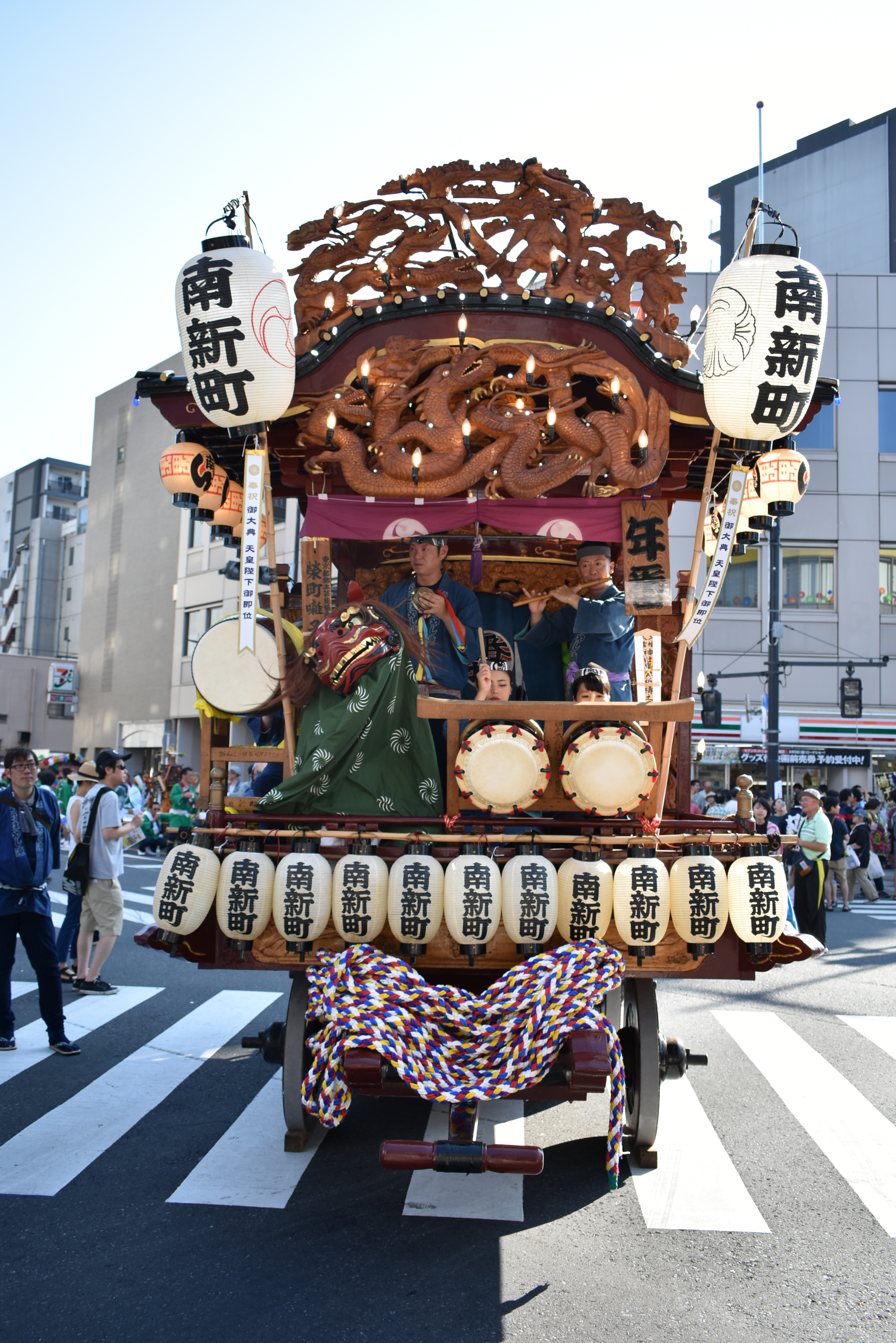
「南新町」の山車（2019年8月4日撮影）
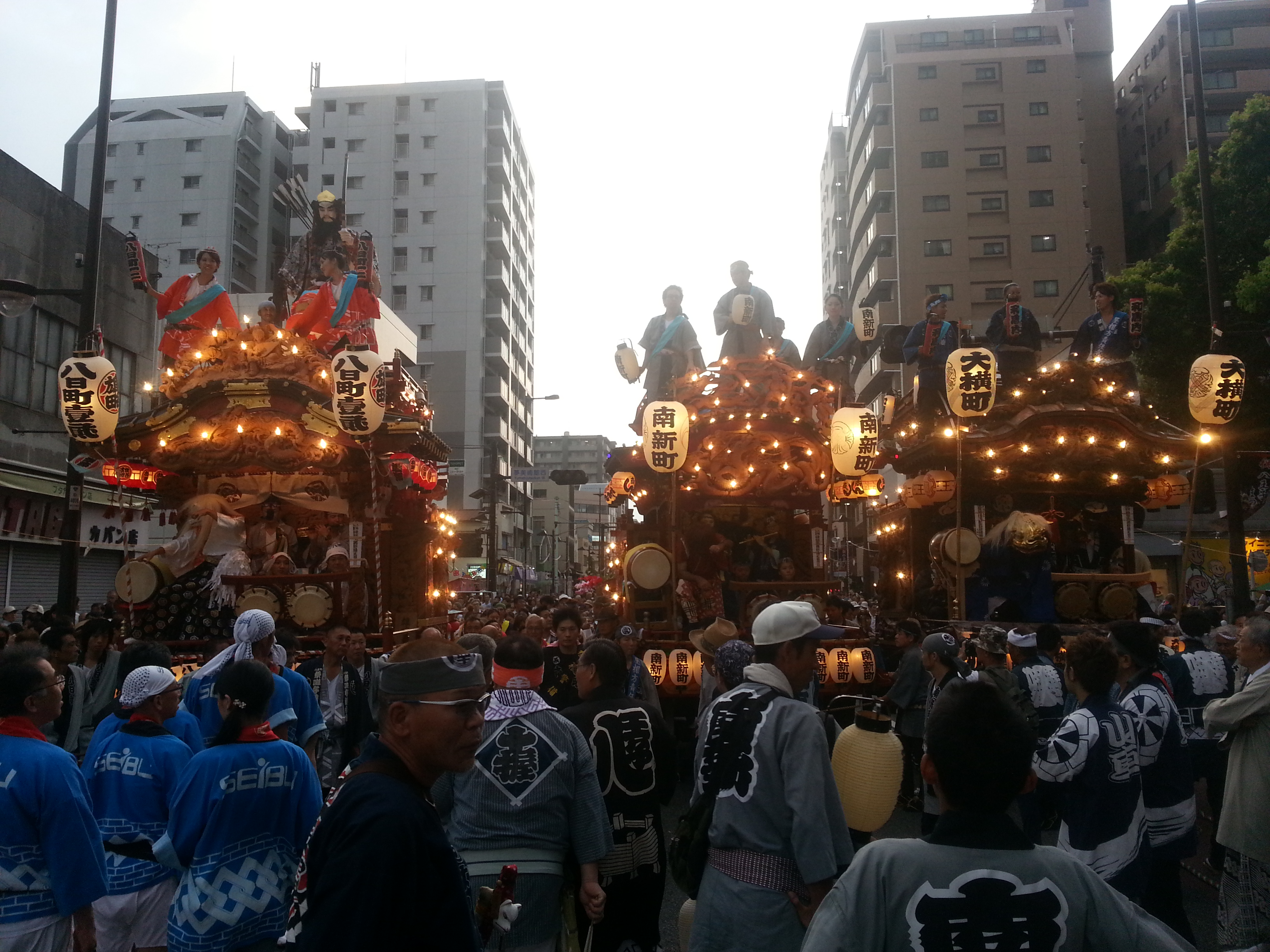
八日町一・二丁目の山車の上には「雄略天皇」の山車人形

## 50回記念事業・行事（2010年）
上下山車総覧
- 上・下両地区の山車19台がまつり本部前に集結する。

山車人形「神武天皇」を乗せた山車の巡行
- 92年ぶりの巡行となる。

記念切手
- 八王子市内64か所の郵便局から、オリジナルフレーム切手が発売された[13]。

ファンモン出演CM
- 八王子観光大使を務めるFUNKY MONKEY BABYSがまつりの概要を説明するCMが制作された[14]。

Twitter実況
- Twitterを利用して会場にディスプレイを設置し、来場者参加型のTwitter実況が行われる。八王子まつり公式アカウントは"802maturi"。ハッシュタグは"#802maturi"で、祭前から盛り上がりをみせている[15]。

## 関連行事
- 八王子花火大会 - 八王子まつりの先行イベントとして毎年7月最終土曜日に行われる花火大会。会場は八王子市民球場。